# Zattera lipidica

Organizzazione di una zattera lipidica. Il lato A è citosolico mente B extracellulare. 1 porzione di membrana esterna alla zattera, 2 zattera lipidica, 3 zattera lipidica associata a proteine transmembrana, 4 proteina integrale di membrana esterna alla zattera lipidica, 5 glicosilazioni, 6 ancore a GPI, 7 colesterolo, 8 glicolipidi

Le zattere lipidiche (note anche con il corrispondente inglese lipid rafts) sono regioni della membrana cellulare morfologicamente identificabili rappresentate da accumuli di particolari proteine e lipidi. 
Dette regioni sono facilmente visibili in quanto presentano uno spessore maggiore (a causa di lipidi con code di acidi grassi di maggiore lunghezza rispetto ai fosfolipidi), delle restanti parti del doppio foglietto fosfolipidico. Nelle zattere lipidiche si concentrano in particolare colesterolo, sfingolipidi e particolari proteine di membrana.
Nella membrana cellulare, dunque, sono presenti microdomini fortemente dinamici, composti da aggregati di lipidi ricchi di catene sature e lunghe, di glicosfingolipidi, di sfingomielina e colesterolo e di proteine specifiche, che costituiscono isole o piattaforme con funzioni specifiche. Le dimensioni di questi microdomini sono notevolmente maggiori rispetto ad altri aggregati proteici pur presenti nella membrana ed hanno una dimensione di 10-200 nm; in alcune cellule i raft possono essere così abbondanti da occupare fino al 30% dell'intera superficie cellulare.
La dinamicità dei microdomini di membrana è legata al fatto che, a seconda delle necessità funzionali della cellula, le proteine specifiche possono essere rapidamente reclutate, aggregate o allontanate, come è stato dimostrato nei linfociti T. In questi esperimenti, Bini ed altri ricercatori dell'università di Siena hanno dimostrato che, quando si verifica il legame tra antigene e corrispondente recettore T (T-cell antigen receptor, TCR), localizzato nei microdomini di membrana, TCR promuove il reclutamento di proteine coinvolte nella generazione di messaggeri intracellulari.
Questi microdomini di membrana specializzati in compartimenti stagni servono per l'organizzazione e l'assemblaggio di molecole di segnalazione, influenzando fluidità di membrana e regolando il traffico delle proteine di membrana, dei neurotrasmettitori e dei recettori.
L'ipotesi dell'esistenza di microdomini nella membrana cellulare è stata avanzata da Simons nel 1988, sulla base degli studi degli epiteli polarizzati, nei quali esistono domini funzionali apicali e basolaterali. In particolare, l'ipotesi di Simons nasce dall'indagine delle cellule renali canine MDCK (Madin-Darby canine kidney cells) ed è stata formulata per spiegare la differente segregazione dei lipidi neosintetizzati nei compartimenti apicali particolarmente ricchi di glicosfingolipidi (GSL), rispetto a quelli baso-laterali. Anche le proteine fornite di catene di glicosil-fosfatidil-inositolo (GPI-anchored membrane proteins) risultavano concentrate nella regione apicale delle cellule epiteliali polarizzate. Il parallelo tra la distribuzione di GSL e GPI-anchored proteins ha portato van Meer e Simons ad ipotizzare che le due classi di molecole di membrana potessero essere trasportate in una stessa unità strutturale: i microdomini lipidici.
I microdomini di membrana sono stati identificati esponendo, a bassa temperatura (4-8 °C), la membrana plasmatica all'azione di detergenti non ionici (es. Triton X-100) e sottoponendo il lisato a centrifugazione. A causa dello stretto 'impaccamento' dei lipidi allo stato Lo, i microdomini risultano resistenti ai detergenti non ionici (tanto che sono stati denominati DRM o detergent-resistant membranes). La resistenza all'azione dei detergenti non ionici è legata al fatto che lo stretto impaccamento dei lipidi allo stato Lo impedisce l'incorporazione del detergente. Una volta sottoposte all'azione del Triton X- 100, le membrane resistenti al detergente precipitano, mentre i lipidi e le proteine della restanti membrane sono solubilizzati. La centrifugazione in gradiente di saccarosio permette di separare i DRM da altre strutture cellulari resistenti ai detergenti non ionici, come le membrane nucleari e il citoscheletro, in quanto i DRM presentano una bassa densità (flottano) alla centrifugazione in saccarosio.
Attualmente si distinguono due principali tipi di microdomini di membrana: raft e caveole. I raft sono microdomi planari, privi di caveolina, composti da sfingolipidi e colesterolo strettamente 'impaccati', così da assumere lo stato liquido-ordinato Lo (vedi fosfolipidi), che costituiscono una piattaforma, nella quale si concentrano specifiche proteine, che hanno elevata affinità per i lipidi allo stato Lo. Queste piattaforme Lo flottano come isole immerse nella restante membrana plasmatica allo stato liquido-disordinato ld. A differenza delle caveole, che hanno forma 'a fiasco', i raft sono microscopicamente indistinguibili dal resto della membrana plasmatica, ma sono stati recentemente visualizzati mediante tecniche di fluorescenza, in grado di analizzare strutture dell'ordine di decine di nm, ponendo fine alla controversia se fossero o meno artefatti, dovuti all'estrazione con detergenti.
Le principali funzioni dei DRM comprendono la generazione di segnali intracellulari, il rimodellamento del citoscheletro ed il traffico di componenti della membrana (es. eso- e endocitosi). Alcuni microrganismi patogeni, sia virus che batteri, si legano preferenzialmente ai raft. La tossina colerica si lega al ganglioside GM1 dei DRM sulla membrana degli enterociti.
Le specificità funzionali dei rafts sono dovute alla presenza di proteine specifiche, che si localizzano nei microdomini grazie alla presenza di catene (ancore) lipidiche, che ne permettono il legame con i lipidi allo stato Lo (sfingolipidi). Le ancore lipidiche delle proteine sono rappresentate da molecole di acido palmitico, miristico o di fosfatidilinositolo. La composizione proteica dei rafts è dinamica, in quanto, a seconda delle necessità funzionali della cellula, le proteine possono essere di volta in volta reclutate o allontanate. Le proteine dei rafts possono essere studiate con le tecniche di fluorescenza o di co-immunoprecipitazione. Un altro metodo per studiare la funzionalità dei rafts consiste nel prevenirne la formazione, impoverendo la membrana di colesterolo mediante metil-ß-ciclodestrina.
Nei DRM sono concentrati anche lipidi coinvolti nella generazione di messaggeri intracellulari. Studi in cellule MDCK, A431 e Neuro 2a hanno dimostrato che in questi microdomini è concentrato circa il 50% del fosfatidil-inositolo-difosfato (PI-4,5-P2), che per azione della fosfolipasi C (PCL) e della fosfatidil-inositolo-3-chinasi (PI-3-K) genera messaggeri intracellulari. PI-4,5-P2 serve anche come sito di ancoraggio per le proteine, che contengono domini PH (pleckstrin homology).